# نيد فان دونيم
نيد فان دونيم هي مغنية وممثلة أنغولية ولدت في 4 يوليو 1986.